# Ariadné Naxos szigetén
Az Ariadné Naxos szigetén (Ariadne auf Naxos) Richard Strauss operája Hugo von Hofmannsthal librettójával.

## Vígjáték az operában
1911 májusában Hofmannsthal bemutatta Straussnak Molière vígjátéka, az Úrhatnám szolgáló zenei tervét. A zeneszerző megzenésítette a Hofmannsthal által újra megtekintett vígjáték néhány jelenetét, majd ezt Strauss rövid operája követte, ismétcsak Hofmannsthal librettójával, az Ariadné Naxos szigetént. Az első 1912. október 25-én debütált a stuttgarti Königliches Hofttheater Kleines Hausában, maga Strauss vezényletével, Maria Jeritza szoprán címszereplővel. A közvélemény azonban nagyobb érdeklődést mutatott a tényleges opera, mint a vígjáték iránt, ami feldühítette Hofmannsthalt, aki Strauss ellenkező véleménye ellenére ki akarta iktatni a komédiát Molière-repertoárjából.
A terv 1915-ben késett, az első világháború kitörése és az Árnyék nélküli asszony című opera komponálása miatt. 1916-ban végre befejeződött a projekt, amolyan színház a színházban: a vígjáték egy úriember házában játszódik, ahol akkor az operát előadták. A végleges változatát 1916. október 4-én a bécsi Staatsoperben sikerrel vitték színre Franz Schalk vezényletével, Jeritzával és Lotte Lehmann-nal a főszerepekben.

## Az első előadások szereplői
| Szerep             | Hangfekvés             | Az első változat tolmácsolója (Stuttgart, 1912) (csak az opera) | A második változat tolmácsolója (Bécs, 1916) (Prológus és az opera) |
| ------------------ | ---------------------- | --------------------------------------------------------------- | ------------------------------------------------------------------- |
| Primadonna/Ariadné | szoprán                | Maria Jeritza                                                   | Maria Jeritza                                                       |
| Tenor/Bacchus      | tenor                  | Herman Jadlowker                                                | Környey Béla                                                        |
| Zerbinetta         | szoprán                | Margarethe Siems                                                | Selma Kurz                                                          |
| Harlekin           | bariton                | Albin Swoboda                                                   | Hans Duhan                                                          |
| Scaramuce          | tenor                  | Georg Maeder                                                    | Hermann Gallos                                                      |
| Trüffaldin         | basszus                | Reinhold Fritz                                                  | Julius Betetto                                                      |
| Brighella          | tenor                  | Franz Schwerdt                                                  | Németh Adolf                                                        |
| Najadé             | szoprán                | M. Junker-Burchardt                                             | Charlotte Dahmen                                                    |
| Driade             | alt                    | Sigrid Onégin                                                   | Hermine Kittel                                                      |
| Echo               | szoprán                | Erna Ellmenreich                                                | Carola Jovanovič                                                    |
| a Szerző           | szoprán (nadrágszerep) |                                                                 | Lotte Lehmann                                                       |
| a Zenetanár        | bariton                |                                                                 | Hans Duhan                                                          |
| a Táncmester       | tenor                  |                                                                 | Georg Maikl                                                         |
| Fodrász            | bariton                |                                                                 | Gerhard Stehmann                                                    |
| Komornyik          | basszus                |                                                                 | Viktor Madin                                                        |
| Tiszt              | tenore                 |                                                                 | Anton Arnold                                                        |
| a Háznagy          | beszélt szerep         |                                                                 | Anton August Stoll                                                  |

## Cselekmény

### Prológus
A prológus egy 18. századi bécsi villában játszódik, ahol egy arisztokrata egy lelkes fiatal zeneszerzőtől megrendelt Ariadné mítoszának Náxoszon című előadásával szeretné szórakoztatni vendégeit. Az opera azután egy commedia dell’arte lett. A zenetanár tiltakozott, de a komornyik azt válaszolja, hogy a programot nem lehet megváltoztatni. Az opera és a vígjáték előkészületei következnek: a zeneszerzőt lenyűgözi Zerbinetta, aki azonban a commedia dell'arte vezetője, és nem érdeklődik iránta. A hölgyemény sem lelkes, hiszen tudja, hogy az operaelőadáson unatkozó közönséget kell szórakoztatnia.
Hogy mindent megnehezítsen, a komornyik bejelenti, hogy a mester operát és vígjátékot szeretne együtt előadni. A zeneszerző kétségbeesett, de Zerbinetta kompromisszumra jut: a komédiások egy Náxosz szigetére látogató társaság lesz, akik vigasztalják a Thészeusz által elhagyott szegény Ariadnét. A zeneszerző ellenkezik, de Zerbinettának sikerül megnyugtania, majd távozik. A fiatalember egyedül marad a színpadon, és amikor meghallja az előadást indító sípot, elmenekül a palotából.

### Az opera
Ariadnét Thészeusz otthagyta Náxoszon, Echo, Dryad és Najadé nimfák pedig hiába próbálják vigasztalni. Harlekin, látva őt, elénekel egy dalt, amelyben a valóság elfogadására hívja. Ariadné idegesebb, és a halált hívja, de a komédiások minden módon igyekeznek jó hangulatba hozni. Zerbinetta elbocsátja őket, és négyszemközt beszél Ariadnéval, azt állítva, hogy őt is elhagyták. De Ariadné nem hallgat rá, és egy barlangba menekül, magára hagyva Zerbinettát gondolataiban, majd elmegy a társaságával (Großmächtige Prinzessin-ária).
Hirtelen megérkezik Echo, a Dryad és a Najadé, akik egy hajó érkezésének történetét mesélik el Bacchus istennel a fedélzetén, és meghívják Ariadnét, hogy hagyja el a barlangot. Ariadné összetéveszti őt Thészeusszal, majd Merkúrral és végül a halál istenével; Bacchus biztatja, de aztán mindketten úgy érzik, szeretik egymást, és elköltöznek. Belép Zerbinetta, aki elmondja a közönségnek erkölcsi mentségeit: ő minden új szeretőjében mindig egy istent látott.

## Zenekari együttes
Strauss partitúrája a következőket tartalmazza:
- 2 fuvola (pikoló is), 2 oboa, 2 klarinét, 2 fagott
- 2 kürt, trombita, harsona
- üstdob, tambura, basszusdob, cintányérok, triangulum, tamburin, harangjáték
- harmónium, cseleszta, zongora, 2 hárfa
- 6 hegedű, 4 brácsa, 4 cselló, 2 nagybőgő

## Részleges diszkográfia

### Az első változat felvételei
| Év   | Szereplők (Primadonna/Ariadné, Tenor/Bacchus, Zerbinetta) | Karmester   | Címke             |
| ---- | --------------------------------------------------------- | ----------- | ----------------- |
| 1997 | Margaret Price, Gösta Winbergh, Cso Szumi                 | Kent Nagano | Szűz klasszikusok |

### A második változat felvételei
| Év   | Szereplők (Primadonna/Ariadné, Tenor/Bacchus, Zerbinetta, zeneszerző, zenetanár)                      | Karmester           | Címke               |
| ---- | --- | ------------------- | ------------------- |
| 1954 | Elisabeth Schwarzkopf, Rudolf Schock, Rita Streich, Irmgard Seefried, Alfred Poell                    | Herbert von Karajan | EMI                 |
| 1969 | Szereplők: Hildegard Hillebrecht, Jess Thomas, Reri Grist, Tatiana Troyanos, Dietrich Fischer-Dieskau | Karl Böhm           | Deutsche Grammophon |
| 1976 | Leontyne Price, René Kollo, Edita Gruberová, Tatiana Troyanos, Walter Berry                           | Solti György        | Decca               |
| 1986 | Anna Tomowa-Sintow, Gary Lakes, Kathleen Battle, Agnes Baltsa, Hermann Prey                           | James Levine        | Deutsche Grammophon |
| 1988 | Szereplők: Jessye Norman, Paul Frey, Edita Gruberová, Várady Júlia, Dietrich Fischer-Dieskau          | Kurt Masur          | Philips             |
| 2000 | Szereplők: Deborah Voigt, Ben Heppner, Natalie Dessay, Anne Sofie von Otter, Albert Dohmen            | Giuseppe Sinopoli   | Deutsche Grammophon |

## DVD és BLU-RAY válogatás
- Ariadne auf Naxos – Karl Böhm / Gundula Janowitz / René Kollo / Walter Berry, rendező: Horant H. Hohlfeld, Deutsche Grammophon, 1978
- Ariadne auf Naxos – James Levine / Jessye Norman / Kathleen Battle / Tatiana Troyanos, Deutsche Grammophon, 1988
- Ariadne auf Naxos – James Levine / Deborah Voigt / Natalie Dessay / Susanne Mentzer(wd) / Richard Margison / Nathan Gunn, rendező: Brian Large, Virgin, 2003
- Ariadne auf Naxos – Christian Thielemann / Renée Fleming / Sophie Koch, rendező: Philippe Arlaud, Decca, 2012

## Fordítás
- Ez a szócikk részben vagy egészben  az   Ariadne auf Naxos című olasz Wikipédia-szócikk ezen változatának fordításán alapul.  Az eredeti cikk szerkesztőit annak laptörténete sorolja fel. Ez a jelzés csupán a megfogalmazás eredetét és a szerzői jogokat jelzi, nem szolgál a cikkben szereplő információk forrásmegjelöléseként.